# حور غانسوينسيس
حور غانسوينسيس هو نوع من الصفصافية ينتمي إلى جنس حور، وعائلة الساليكا. هو نوع من الأشجار التي تُزرع على نطاق واسع في منطقة هكسى بالصين. لم يذكر في دليل الحياة.
معدل بقاء حور غانسوينسيس في التشجير مرتفع للغاية، بشكل عام نموها سريع للغاية، ومتوسط النمو السنوي للشجرة في الارتفاع يتراوح من 1 إلى 1.8 متر وقطرها 1.5 - 3.4 سم،
قدرتها على التكيف مع البيئة قوى ة فهي قادرة على النمو في التربة الطينية المختلفة، والطميية الرملية، والرمل، والحصى الرملية، وما إلى ذلك ؛ تقاوم الجفاف والرياح ذات الحرارة الجافة وتدفق الرياح والرمال؛ كما يمكن أن تتحمل التربة الملوحة إلى حد ما، وقد تبين أن التركيب الزيرومورفي لـ P. حور غانسوينسيس مدهش بشكل ملحوظ